# Woodfordia
Woodfordia es un gènere obsolet d'ocells passeriformes dins la família dels zosteròpids (Zosteropidae), endèmiques de les illes Salomó.

## Taxonomia
Van ser descrites dues espècies: 
- Woodfordia lacertosa.
- Woodfordia superciliosa.

Ambdues espècies s'inclouen actualment al gènere Zosterops.